# Radiofreccia (film)
Radiofreccia è un film del 1998 diretto da Luciano Ligabue, all'esordio nella regia, e prodotto da Domenico Procacci.
L'opera, ispirata ad alcuni racconti presenti nel primo libro pubblicato da Ligabue, la raccolta Fuori e dentro il borgo, ottiene un successo inaspettato: ben tre David di Donatello, due Nastri d'argento e quattro Ciak d'oro. A inizio 2006, ottiene un importante riconoscimento internazionale, venendo proiettata negli Stati Uniti al MoMA, il Museo d'Arte Moderna di New York.

## Trama
(Bonanza all'inizio del film)
È la sera del 20 giugno 1993: Bruno Iori, il conduttore di Radiofreccia, all'alba del diciottesimo anniversario della fondazione della stessa, decide di chiuderla per una ragione che farà capire rievocando, prima di chiudere, gli anni passati, partendo proprio dagli episodi che portarono alla creazione di quella che un tempo era Radio Raptus. Il lungo flashback parte dal 1975, in una piccola città del Reggiano.
Il periodo è caratterizzato dalla fondazione di molte radio libere e così anche Bruno, ragazzo affascinato dalla musica, fonda la propria radio, chiamata Radio Raptus. Aiutato dai suoi amici Jena, Tito, Boris, e soprattutto Ivan Benassi detto Freccia, Bruno vedrà crescere sempre di più la sua radio, a tal punto che deciderà poi di ridenominarla Radio Raptus International.
Due anni dopo, nel 1977, la radio di Bruno inizierà a perdere la connotazione di radio libera, diventando sempre di più una realtà commerciale, visti anche i numerosi sponsor con cui lo stesso fondatore firma pur malvolentieri gli accordi, e questo farà svoltare in negativo le vite degli amici di Bruno, pur tra gli scherzi, le scampagnate e le serate al bar di Adolfo: Tito, senza più la felicità portata dalla radio di Bruno, tenterà di uccidere il padre dopo aver scoperto che, già molto prima della fondazione della radio, abusava della sorella minore; Jena sposerà una donna piuttosto libertina, che lo tradirà con Boris (che verrà per questo emarginato dal resto del gruppo) il giorno stesso delle nozze, durante il ricevimento.
Ma la sorte peggiore toccherà a Freccia, che cadrà nella tossicodipendenza a causa della sua relazione con una ragazza eroinomane. La sua dipendenza gli farà perdere il lavoro, gli causerà numerosi guai con la giustizia (verrà arrestato e sconterà alcuni mesi in carcere dopo aver effettuato una rapina, e in seguito verrà anche portato in una clinica psichiatrica, dalla quale avrà poi modo di fuggire) e gli procurerà diversi attriti con i suoi amici, in particolar modo con Bruno, che sembra essere l'unico a non essersi fatto sopraffare dall'involuzione della sua radio. L'amore di Marzia lo farà riprendere ma la delusione d'amore con Cristina, la cugina della moglie di Jena, lo farà cadere di nuovo nella tossicodipendenza. Dopo la sua scomparsa, Radio Raptus International verrà ribattezzata Radiofreccia.
Poco prima di concludere il racconto, Bruno spiega come il decesso dell'amico abbia lasciato un segno permanente in tutto il gruppo: Boris ha ricominciato a frequentare gli amici, ha un lavoro che svolge con impegno e serietà, ma nessuna relazione stabile; Tito ha una moglie e tre figli che ama ma è ancora senza un lavoro fisso; Bruno si è sposato con la sua storica fidanzata Ilaria; Jena conduce una serena vita di coppia.
Il conduttore si congeda infine dai radioascoltatori con un monologo registrato da Freccia agli albori della nascita di Radio Raptus.

## Sceneggiatura
Il film è tratto dalla raccolta di racconti Fuori e dentro il borgo scritto dallo stesso Ligabue. In particolar modo la storia ricalca i capitoli Il girotondo di Freccia e Radio Fu, quest'ultimo basato sulle reali esperienze giovanili del cantautore in radio libere correggesi, in particolare Radio Attiva. La sceneggiatura viene scritta a quattro mani dallo stesso regista in collaborazione con Antonio Leotti, con l'inserimento anche di altri personaggi del libro, trascurando tuttavia la parte biografica ivi contenuta.
Le differenze principali con il libro sono:
- Il personaggio di Freccia viene chiamato così in virtù di una voglia a forma di freccia che aveva sulla guancia destra e non su una tempia.
- Freccia nel libro ha un fratello minore di nome Berto che nel film non viene mai citato e guida una Renault 4 e non un Maggiolino.
- Poco prima di morire, Freccia  ruba una Mercedes e una BMW, mentre nel libro è menzionata una De Tomaso Pantera al posto della Mercedes.

## Regia
(Luciano Ligabue)

Il film rappresenta l'opera d'esordio di Luciano Ligabue in veste di regista. Per l'occasione viene assistito, dal punto di vista tecnico dal più esperto Antonello Grimaldi. Lo stesso regista asserisce il suo apporto «è stato molto determinante perché mi ha spiegato prima del film in maniera molto chiara la teoria che mi serviva per rappresentare ogni scena».

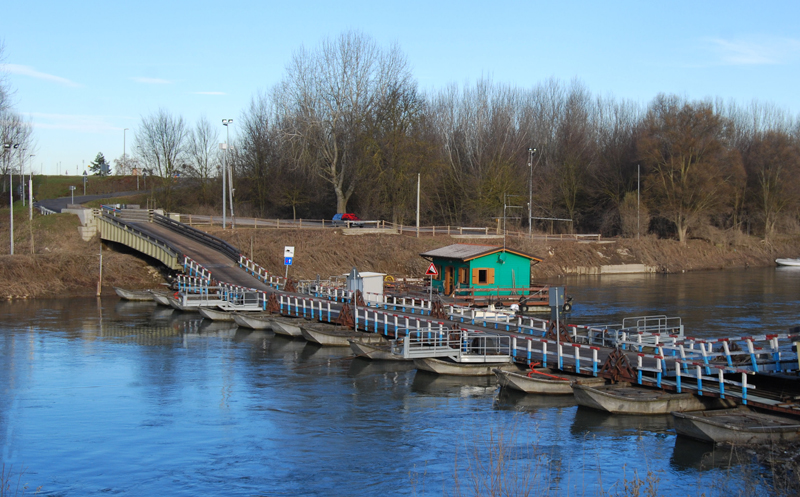
Torre d'Oglio, ponte di barche del 1926

Le riprese richiedono circa dieci settimane, nel periodo che va fra maggio e luglio del 1998 e, malgrado l'ambientazione sia quella di Correggio, esse vengono effettuate in vari paesini della provincia reggiana e mantovana. In particolare è possibile riconoscere Gualtieri, il ponte di barche di Torre d'Oglio, che è fra il comune di Marcaria e di Viadana nel Mantovano, il ponte ferroviario sul torrente Crostolo, fra Guastalla e Gualtieri, Piazza dei Martiri di Carpi e la fornace a Boccadiganda, frazione di Borgo Virgilio, nel Mantovano.
L'idea di Ligabue è quella di «fare una regia circolare» e costruire un film che a spirale ricada sempre sul personaggio centrale, Freccia. Ma l'idea di cerchio o meglio spirale è possibile vederla sin dalle battute iniziali quando in un lungo viaggio della macchina da presa, si parte dai dintorni del borgo, fino ad entrarvici dentro, poi salendo in circolo lungo una scala a chiocciola e poi intorno a Bruno. La medesima tecnica cinematografica è ripresa più volte nel prosieguo del film.
Ligabue vince un David di Donatello e un Nastro d'argento come miglior regista esordiente 1999.
Lo stesso rocker, inoltre, si ritaglia due piccoli camei nel film: ricopre il ruolo di speaker radiofonico, mentre Adolfo spiega a Bruno le radio libere, e come disc jockey nella radio che vanno a spiare i ragazzi per capire cosa serve loro al fine di poter allestire la propria.

## Cast
L'idea iniziale di Ligabue è quella di impiegare attori non professionisti. Tuttavia, successivamente, si rende conto che di per sé, già l'esordio alla regia è un gravoso impegno e quindi, per non rischiare troppo, decide di ricorrere ad attori professionisti. Vengono quindi scritturati cinque giovani attori affiancati da altri ben più famosi.

### Protagonisti

#### Stefano Accorsi (Ivan Benassi dettoFreccia)
(Stefano Accorsi)
Orfano di padre e malato di cuore, Ivan Benassi detto Freccia per via di una voglia sulla tempia destra, abita con la madre ed il convivente, Carlo, che mal sopporta perché è talmente severo e autoritario che sottomette persino la suddetta madre di Ivan, motivo per cui prova un disagio tale da spingerlo ad andarsene di casa per trasferirsi nei locali di Radio Raptus. Durante questo periodo scopre il piacere di parlare in radio ma, dopo che questa diventa una sterile realtà commerciale, il piacere diventa la droga, che lo porterà a commettere numerosi crimini, ad entrare e uscire da prigioni ed ospedali ed infine alla morte.
L'interpretazione di Freccia valse ad Accorsi un David di Donatello come migliore attore protagonista.

#### Luciano Federico (Bruno Iori)
(Bruno Iori)
Bruno Iori è il fondatore di Radio Raptus; dopo aver scoperto nel bar di Adolfo l'esistenza delle radio libere, decide di fondarne una propria e si mette all'opera, grazie anche all'aiuto degli amici Freccia, Iena e Boris. In un primo momento è molto preso dall'idea di poter avere una propria radio, fino al punto di asserire che ce ne vorrebbe una in ogni casa. Tuttavia il tempo passa, i turni aumentano, si trova sempre più legato a sponsor che mal volentieri sopporta e per questo (vista anche la delusione da cui gli amici sono sopraffatti, specialmente dopo che Bruno aveva deciso di rinominare la sua emittente Radio Raptus International) decide di chiudere la radio un minuto prima che raggiunga la maggiore età e lo fa raccontando dal principio come è cominciata la propria avventura. Mentre racconta gli avvenimenti spiega che a seguito della morte di Freccia, aveva deciso di ribattezzare la sua radio in Radiofreccia. Alla fine del racconto fa intendere di aver sposato la fidanzata Ilaria, con cui stava da molti anni.

#### Enrico Salimbeni (Tito)
Il capellone del gruppo ha anch'egli una difficile storia alle spalle, fatta di violenze sessuali perpetrate dal padre nei confronti della sorella minore, dodicenne, per anni. Deluso dal fatto che Radio Raptus stia diventando una sterile realtà commerciale, non riesce più a sopportare le sevizie a tal punto che quasi uccide a bastonate il genitore anziché denunciarlo. Si costituisce e, per questo, sconta solo 21 mesi di galera mentre il padre è condannato a 20 anni. Uscito dal carcere, si riunisce al gruppo, ma continua a vivere un disagio interiore, testimoniato da un laconico non riesco a fare l'amore, ho paura di far male; infine riesce a condurre una vita più serena perché si sposa e crea, con i tre figli, una famiglia unita ma non riesce a trovare un lavoro stabile. Alla conclusione della sua ultima trasmissione, Bruno spiega che il padre di Tito, scontanti i vent'anni di galera, è scomparso appena dopo essere stato liberato.

#### Roberto Zibetti (Boris)
Il più maligno della compagnia di amici, è individualista, egocentrico e sempre pronto a giudicare la vita degli altri; non a caso, è costantemente definito "stronzo" da tutti, compresi i suoi amici. Frequenta di tanto in tanto delle prostitute e, non ancora contento, arriva a copulare con la neo moglie, più che libertina, del suo amico Iena durante il ricevimento. Dopo questo avvenimento nessuno gli rivolge più la parola, nemmeno la moglie di Iena che col tempo comprende la sua vera indole, ma viene a sapere della morte di Freccia e, al funerale, porta la bara con gli altri tre ragazzi del gruppo. Da Bruno si viene a sapere che è diventato un buon consulente finanziario ma non ha una relazione stabile bensì solo avventure occasionali e, appena finisce il lavoro, si caccia ancora nei guai, fatto testimoniato da un occhio nero sul suo volto. Sembra che sia tornato a frequentare il gruppo di amici dopo la morte di Freccia, visto che mentre Bruno racconta la storia stanno tutti insieme al bar a ridere.

#### Alessio Modica (Iena)
Timido ed introverso, in ogni situazione ha sempre paura delle ripercussioni; del gruppo di amici, è quello con l'anima più paesana e, per questo, è il primo del gruppo a sposarsi ma anche il primo ad essere tradito dalla moglie con il suo amico Boris il giorno stesso del matrimonio, nei bagni. Nonostante questo rimane con la moglie che, come spiega Bruno alla fine del racconto, col tempo ha smesso di tradirlo proprio a causa della malignità e l'egoismo di Boris, e alla fine sono diventati una coppia serena.

### Altri personaggi
Personaggi secondari, sono:

#### Francesco Guccini (Adolfo)
(Luciano Ligabue)
In questa, che è una delle poche apparizioni cinematografiche di Guccini, il cantautore modenese ricopre il ruolo di un burbero barista proprietario del bar Laika. Introduce Bruno alla scoperta delle radio libere, anni dopo lascia il bar alla figlia.
Curioso fu l'episodio che capitò allo stesso Guccini durante le riprese: mentre queste venivano effettuate in un bar reale, all'improvviso, un uomo esterno alla troupe entrò ed ordinò da bere.

#### Serena Grandi (Madre di Freccia)
La madre di Freccia è vedova, convive con un uomo, Carlo, titolare di una ferramenta, e non riesce a imporsi sul nuovo compagno, il quale detta legge in casa altrui e provoca l'allontanamento di Ivan (consolidato con una rottura del naso di Carlo dovuta ad una testata da parte, appunto, di Ivan); da Carlo, poi, la madre di Ivan è costantemente apostrofata come donna di facili costumi.

#### Davide Tavernelli (Kingo)
(Kingo)
Personaggio reale di Correggio dal nostalgico look rockabilly anni '50, cantante del complesso "Little Taver & his Crazy Alligators".

## Accoglienza
Il film viene accolto dal pubblico con molto calore e gli incassi sfiorano i sette miliardi di lire, circa 4,9 milioni di euro (aggiustando l'inflazione). Lo stesso entusiasmo si ripeté in occasione dell'uscita in VHS sei mesi più tardi.

## Riconoscimenti
- 1999 - David di Donatello
  - Miglior regista esordiente a Luciano Ligabue
  - Miglior attore protagonista a Stefano Accorsi
  - Miglior sonoro in presa diretta a Gaetano Carito
  - Candidatura come miglior produttore a Domenico Procacci
  - Candidatura come migliore colonna sonora a Luciano Ligabue
- 1999 - Nastro d'argento
  - Miglior regista esordiente a Luciano Ligabue
  - Migliore canzone originale (Ho perso le parole) a Luciano Ligabue
  - Candidatura come miglior produttore a Domenico Procacci (Fandango)
- 1999 - Globo d'oro
  - Miglior opera prima a Luciano Ligabue
- 1999 - Ciak d'oro
  - Miglior opera prima a Luciano Ligabue
  - Miglior attore protagonista a Stefano Accorsi[3]
  - Miglior colonna sonora a Luciano Ligabue
  - Miglior film in videocassetta

## Colonna sonora
(Luciano Ligabue)
Come lo stesso Ligabue dice, la musica ha un ruolo primario nel film:
(Luciano Ligabue)
Oltre a pezzi famosi, il cantante compone alcune canzoni appositamente per il film:
(Luciano Ligabue)
Con la ballata Ho perso le parole, Ligabue vince un Nastro d'argento come miglior canzone dell'anno 1999.
La colonna sonora è stata pubblicata in due differenti versioni, rispettivamente di una e due cd. La prima contiene per lo più i pezzi di altri artisti, mentre la seconda riporta sul primo cd tutte le canzoni scritte dallo stesso Ligabue per il film e sul secondo le canzoni di altri artisti utilizzate per il film.

### Tracce

#### Radiofreccia - Colonna sonora originale (Edizione 2 CD)
| CD 1 (Ligabue) | CD 2 (Autori vari) |
| 1. Radiofreccia - 3:31 2. Ho perso le parole - 4:28 3. Boris - 1:13 4. Welcome home, Freccia - 1:36 5. Bordocampo - 1:09 6. Freccia - 1:07 7. Metti in circolo il tuo amore - 3:44 8. Da Marzia - 1:54 9. Bruno - 0:19 10. Prima pagina del libro d'oro - 3:41 11. Mezzanotte di fuoco - 0:50 12. Boris segna il territorio - 0:52 13. Pesce-siluro - 1:02 14. Siamo in onda - 3:18 15. Bonanza - 0:32 16. Banda 'Luigi Asioli' di Correggio - Can't Help Falling in Love - 3:05 | 1. David Bowie - Rebel Rebel - 4:30 2. Warren Zevon - Werewolves of London - 3:23 3. Iggy Pop - The Passenger - 4:40 4. Bruce Cockburn - Lord of the Starfields - 3:24 5. Bachman-Turner Overdrive - You Ain't Seen Nothing Yet - 3:31 6. Roxy Music - Love Is the Drug - 3:59 7. The Doobie Brothers - Long Train Running - 3:25 8. Allman Brothers Band - Jessica - 7:07 9. Lou Reed - Vicious - 2:55 10. Lynyrd Skynyrd - Sweet Home Alabama - 4:41 11. Little Feat - Willin' - 2:54 12. Creedence Clearwater Revival - Run Through the Jungle - 3:04 13. Al Stewart - Year of the Cat - 6:31 14. Earth, Wind & Fire - Sing a Song - 3:23 15. Francesco Guccini - Incontro - 3:36 16. Weather Report - Black Market - 6:26 |

#### Radiofreccia - Le canzoni (Edizione 1 CD)
1. Luciano Ligabue - Ho perso le parole - 4:28
2. Luciano Ligabue - Metti in circolo il tuo amore - 3:44
3. David Bowie - Rebel Rebel - 4:30
4. Warren Zevon - Werewolves of London - 3:23
5. Little Feat - Willin' - 2:54
6. Bachman-Turner Overdrive - You Ain't Seen Nothing Yet - 3:31
7. Iggy Pop - The Passenger - 4:40
8. Creedence Clearwater Revival - Run Through the Jungle - 3:04
9. Lou Reed - Vicious - 2:55
10. Lynyrd Skynyrd - Sweet Home Alabama - 4:41
11. Roxy Music - Love Is the Drug - 3:59
12. The Doobie Brothers - Long Train Running - 3:25
13. Al Stewart - Year of the Cat - 6:31
14. Francesco Guccini - Incontro - 3:36
15. Earth, Wind & Fire - Sing a Song - 3:23